# Маркакол
Маркакол (на казахски: Марқакөл, на руски: Маркаколь) е сладководно езеро в източната част на Казахстан (Източноказахстанска област), разположено в Маркаколската котловина, между крайните южни хребети на Алтай – Курчумски на север и Азутау на юг. Площ 449 km².
Езерото се намира на 1449 m н.в., дължина 38 km, ширина до 19 km. Максимална дълбочина 30 m. Южният му бряг е стръмен, а северния – нисък и полегат. Годишното колебание на нивото му е около 1 m с максимум през юни и юли и минимум от октомври до март. Водата му е прясна, слабоминерализирана. През лятото температурата на водата на повъхността се нагрява до 16-17 °C, а на дъното е постоянна около 7 °C. От ноември до май замръзва. В него се вливат множество малки реки (най-голяма Тополевка) и потоци, а от югозападния му ъгъл изтича река Калджир, десен приток на Иртиш. На северния му бряг е разположено село Еловка, а на южния – село Матабай.
- ез. Маркакол
- ез. Маркакол
- Село Урунхайка на източния бряг
- Карта на езерото Маркакол и неговите околности